# Riksdagen 1640
Riksdagen 1640 ägde rum i Nyköping.
Ständerna sammanträdde den 15 januari 1640. Lantmarskalk var Lars Eriksson Sparre. Prästeståndets talman var biskop Laurentius Paulinus Gothus. Borgarståndets talman var Peder Gavelius, bondestådets talman Nils Persson från Mällby, Tuna.
Riksdagen avslutades den 20 februari 1640. 